# Санс (Undertale)
Санс (англ. Sans) — персонаж ролевой видеоигры 2015 года Undertale. Первоначально он появляется как дружелюбный NPC, но позже становится фактически финальным боссом, если игрок решит пройти «путь геноцида» и уничтожить расу монстров в игре. Его имя основано на шрифте Comic Sans, который используется для большинства его внутриигровых диалогов. Критики высоко оценили его диалоги и бой, который считается самым сложным в игре. Его популярность среди фанатов вдохновила несколько пользовательских модов и других проектов.
Санс появляется в различных «фанатских» версиях игры, также на короткое время в игре Deltarune от одноимённого создателя франшизы. Его образ также используется в качестве настраиваемого скина для персонажа Mii-стрелок в игре Super Smash Bros. Ultimate.

## История и появления

### Undertale
Санс — скелет, одетый в синюю куртку (или толстовку), чёрные шорты с белыми полосками и белые тапочки (на официальной карточке Steam — кроссовки). До событий Undertale он переехал в поселение в Сноудине из неизвестного места вместе со своим братом Папирусом. Папирус был нанят в качестве часового-стажёра королевской стражи и заставил своего брата помогать ему в поимке человека, также Папирус хочет стать гвардейцем короля.
Санс всегда изображается с большой зубастой улыбкой на лице. В его глазах имеются белые зрачки, которые исчезают когда он серьёзен или разгневан. Во время использования телекинеза в его левом глазу появляется радужка, мигающая жёлтым и голубым цветом. 
Санс впервые появляется в Сноудине, сначала в виде силуэта, приближающегося к игроку сзади, а затем пожимающего руку игрока, что приводит в действие подушку-пердушку. Он поясняет, что не заинтересован в поимке людей, в отличие от Папируса, которого он называет «ФАНАТИКОМ охоты на людей». После того как Санс помогает игроку спрятаться от Папируса, он следует за своим братом по большей части леса, комментируя его загадки и даже участвуя в поиске слов, к ужасу Папируса. По ходу сюжета Санс продолжает совершать розыгрыши, такие, как, например, попытка продать игроку жареный снег. Позже в игре Санс приглашает игрока пойти с ним в ресторан, если тот захочет. Во время разговора он рассказывает, как подружился с женщиной за большой дверью в Сноудине, которая разделяла его любовь к каламбурам. Он говорит, что дал обещание не убивать людей, которые придут в Подземелье, и утверждает, что если бы он не дал этого обещания, то игрок бы «умер на месте». 
Санс появляется ещё раз в «Последнем коридоре», где он раскрывает истинное значение аббревиатур «EXP» и «LOVE» (в русскоязычном переводе «ОП» и «УР»), которые игрок накапливал за время игры: «Очки пыток» и «Уровень резни», соответственно. Он оценивает игрока по тому, насколько высоки его показатели EXP и LOVE, после чего исчезает и позволяет игроку продолжить сражение с королем Азгором. После того как игрок победит Азгора и Флауи (если он не был сражён ранее) и покинет Подземелье, Санс позвонит ему, чтобы сообщить о том, что произошло после его ухода, при этом диалог будет отличаться в зависимости от действий игрока в игре. В концовке пути пацифиста, если игрок не убивал монстров, Санс появляется вместе с другими главными героями после предотвращения боя с Азгором.
Если игрок решает убивать всех монстров в каждой локации игры, поведение Санса будет совсем другим. Он угрожает игроку «плохими временами» (дословный перевод, в оригинале — «bad time», в русском переводе — «неприятности»), если тот продолжит убийства до боя с Папирусом. Если игрок проигнорирует предупреждение и продолжит убивать каждого встречного монстра, Санс в конце концов столкнется с игроком в Последнем коридоре, чтобы помешать ему уничтожить мир, и выступит в роли финального босса пути геноцида. Как выясняется, Санс обладает сверхъестественными способностями и чрезвычайно силён, но может быть убит игроком.

### Deltarune
Санс появляется как персонаж в Deltarune, где в первой главе он стоит у своего магазина, представляющего собой переделанную версию Grillby’s из Undertale. Он сообщает игроку, что уже познакомился с его матерью, Ториэль, и спрашивает, не хочет ли он зайти к нему домой, чтобы пообщаться с его братом.
В главе 2 игрок может войти в магазин и обнаружить, что его интерьер не соответствует интерьеру круглосуточного магазина. Санс в шутку утверждает, что он уборщик, несмотря на то, что является единственным работником магазина.
В главе 4 Санс стоит у двери своего магазина и не позволяет войти внутрь, хотя на табличке около входа написано "открыто". Если поговорить с ним, он сообщит что дверь закрыта и попросит проверить табличку. После того как игрок ее проверит, Санс ответит что поменяет табличку на более правильную. Потом, если выйти и зайти в ту локацию где был диалог с Сансом, на табличке будет написано "зоткрыто" (англ. Clopen). При диалоге он ответит что "сам не знает что это за слово" и пообещает что поменяет ее снова. После тех же действий, вместо таблички будет лицо Санса и он скажет что это "промежуточное значение". Также если пойти выше его магазина по дороге, он будет жарить рогоз (как он сам заявляет, хот-дог) на грилле и назовет это "низкокалорийной пищей". В конце главы он будет танцевать под музыку с Ториэль, которая отменила хоровую практику в церкви.

### Другая медиапродукция
В игре Super Smash Bros. Ultimate костюм Санса для играбельного персонажа Mii-стрелка был выпущен в качестве загружаемого контента 4 сентября 2019 года. Санс также был предметом многих фанатских работ и проектов, фигурируя в многочисленных играх, творениях и модах для видеоигр.

## Разработка
В титрах указано, что Санс был создан Тоби Фоксом при «особом вдохновении» Дж. Н. Уидла, автора веб-комикса Helvetica, серии об одноимённом скелете, названном в честь шрифта Гельветика. Первый концепт-рисунок был сделан Фоксом в тетради во время учёбы в колледже.
Саундтрек «MEGALOVANIA», который играет во время боя с Сансом, был первоначально написан для ромхакинга Earthbound к Хэллоуину 2009 года, где он служит музыкой финального босса для альтернативной версии доктора Андонуца, одного из немногих главных персонажей этой игры Хотя саундтрек позже был включён в Homestuck, «Megalovania» в основном вырос в популярности после выхода Undertale, породив множество интернет-ремиксов и мемов. С тех пор «Megalovania» был включён в треки различных игр, включая Taiko no Tatsujin: Drum 'n' Fun! и Super Smash Bros. Ultimate, а также был использован в испанском шоу знакомств First Dates. Песня также прозвучала в специальном хэллоуин-выпуске All Elite Wrestling, в котором рестлер Кенни Омега был одет в костюм Санса и его выход сопровождался музыкой «Megalovania».
Он является одним из персонажей, который обычно не использует шрифт игры по умолчанию в своём диалоге; скорее, он обычно отображается в нижнем регистре Comic Sans. Он использует шрифт по умолчанию, только если заявил что-то серьёзное или, в некоторых случаях, угрожает игроку; а также в нескольких случайных моментах во время нормальной речи. Он часто появляется в паре со своим братом по имени Папирус, также названным в честь одноимённого шрифта.

## Отзывы и критика
Появление Санса в Undertale было хорошо встречено критиками, а Дэн Тэк из Game Informer высоко оценил битву с ним. TheGamer назвал Санса третьим лучшим персонажем Undertale, отметив, что его шутки были «точными в подаче». Screen Rant включил Санса в топ-7 самых трудных боссов в видеоиграх. Во время вопросов и ответов по Undertale Санс и Папирус были персонажами, получившими больше всего вопросов от фанатов. Сотрудники Polygon и писатель Колин Кэмпбелл назвали Санса одним из лучших персонажей видеоигр 2010-х годов, особенно его внешний вид и как: «Когда он шутит, камера приближает его, пока он подмигивает. Это никогда не устаревает» Сотрудники IGN поставили Санса на второе место среди лучших финальных боссов в видеоиграх.. Мэтью Берд из Den of Geek включил Санса и поставил его на 7-е место среди «лучших npcs в видеоиграх», заявив, что «трудно долго говорить о лучших персонажах игры без того, чтобы разговор не перешёл на Санса».
Санс также был хорошо принят поклонниками игры, став предметом многих фанатских работ. Профессиональный рестлер Кенни Омега выразил свою любовь к Undertale, переодевшись в Санса для эпизода All Elite Wrestling от 30 октября 2019 года: Dynamite. Его добавление в качестве костюма бойца Mii в Super Smash Bros. Ultimate вызвало положительную реакцию фанатов, после чего поклонники стали создавать мемы и фан-арты. Дэвид Лосада из GameRevolution считает, что Санс должен был стать играбельным персонажем, а не костюмом бойца Mii.